# Верхний Тергень
Верхний Тергень — село в Шелопугинском районе Забайкальского края России в составе сельского поселения «Глинянское». 

## География
Село находится в северо-западной части района на расстоянии примерно 15 километров (по прямой) на северо-запад от села Шелопугина. 
Климат
Климат характеризуется как резко континентальный, с продолжительной морозной малоснежной зимой и коротким тёплым летом. Средняя многолетняя температура самого холодного месяца (января) составляет −33,6 °С (абсолютный минимум — −59 °С), температура самого тёплого (июля) — 17,7 °С (абсолютный максимум — 36 °С). Безморозный период длится в течение 74 дней. Среднегодовое количество осадков — 359 мм

## История
Официальная дата основания 1820 год. 

## Население
Постоянное население составляло 170 человек в 2002 году (русские 100%), 106 человека в 2010 году.